# Фунт Острова Мэн
Фунт острова Мэн (мэн. Punt Manninagh, англ. Manx pound) — денежная единица острова Мэн. Выпускаются правительством острова Мэн. 1 Мэнский фунт = 100 пенсов. Символ: £ — от (лат. Libra — фунт), банковский код: IMP (Isle of Man Pound). В обращении находятся банкноты в 1, 5, 10, 20, 50 фунтов; монеты в 1, 2, 5, 10, 20, 50 пенсов, 1, 2, 5 фунтов.

## История
Первые монеты Острова Мэн были выпущены в 1668 году купцом из Дугласа Джоном Мюрреем, они равнялись британским аналогам. Пенсы Мюррея стали законным платёжным средством в 1679 году по решению Тинвальда наряду с монетами Британии. На пенсах Мюррея впервые появился Трискелион и национальный девиз: Quocunque Gesseris Stabit, который в начале XVIII века был изменён на Quocunque Jeceris Stabit (Как ни бросишь, будет стоять).

## Монеты
- 1 пенни
- 2 пенса
- 5 пенсов
- 10 пенсов
- 20 пенсов
- 50 пенсов
- 1 фунт
- 2 фунта
- 5 фунтов

## Банкноты
- 1 фунт
- 5 фунтов
- 10 фунтов
- 20 фунтов
- 50 фунтов

## Режим валютного курса
Курс мэнского фунта привязан к фунту стерлингов в соотношении 1:1.